# Kazuki Mine
Kazuki Mine (三根 和起 Mine Kazuki?), född 18 april 1993 i Osaka prefektur, är en japansk fotbollsspelare.
Mine började sin karriär 2012 i Kyoto Sanga FC. Efter Kyoto Sanga FC spelade han för Kataller Toyama, AC Nagano Parceiro, Albirex Niigata Singapore och Vanraure Hachinohe. Han avslutade karriären 2017.